# Szeikilosz sírverse

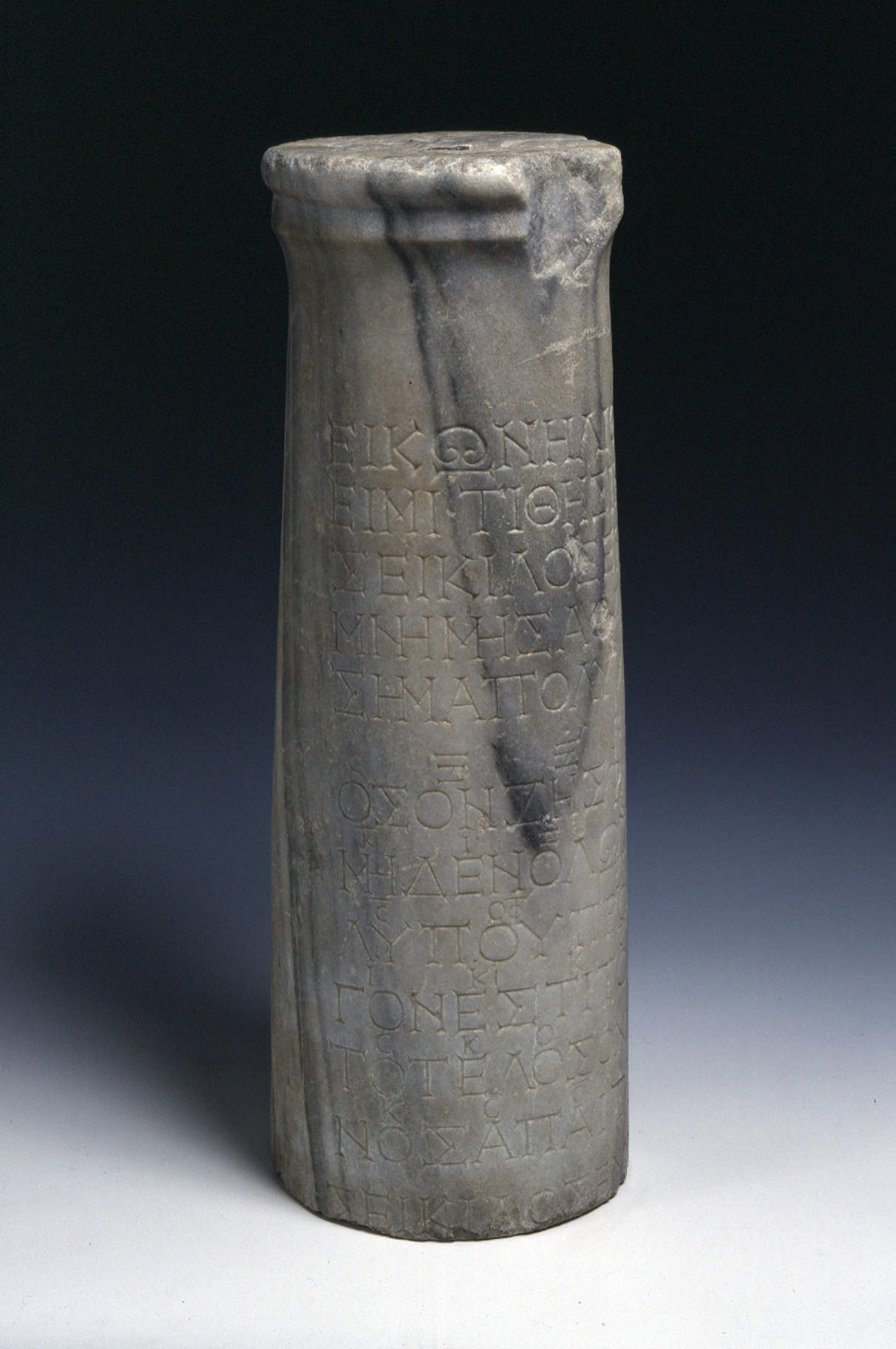
Az ún. Szeikilosz-sztélé

Szeikilosz sírverse a legrégebbi teljes egészében fennmaradt zenei mű a világon. Bár régebbi korokból is maradtak fenn zeneművek (például a hurri dalok), ezek mindegyike töredékes; Szeikiloszé abban egyedülálló, hogy teljes (bár rövid). A dalt, melynek dallamát ókori görög notációval jegyezték fel szövege mellé, egy sírkőre vésve találták a törökországi Aydınban. Datálása alapján i. e. 200 és i. sz. 100 közt keletkezett, az i. sz. 1. század a legvalószínűbb. A sírkövön a következő felirat is szerepel ógörög nyelven: Εἰκὼν ἡ λίθος εἰμί.Τίθησί με Σείκιλος ἔνθα μνήμης ἀθανάτου σῆμα πολυχρόνιον, azaz „Sírkő vagyok, képmás. Szeikilosz helyezett ide a halhatatlan emlékezés örök jeleként,”
Bár kevés adat maradt fenn róla, úgy tűnik, a görögök már az i. e. 4. vagy 3. században feltaláltak egy módot a zeneművek lejegyzésére. Valószínűleg csak a zeneszerzők és kórusvezetők használták, mások hallás után tanulták meg a dalokat. A drámák szövegét általában a zene nélkül jegyezték le, ezért a dalszöveges zenék nagyon ritkák. Nincs rá adat, hogy a görög kottázási rendszer fennmaradt volna a középkorig, de a bizánci és korai reneszánsz időkben keletkezett szövegekhez mellékeltek notációt a görög módszer szerint.

## A dallam
A dalszöveg feletti sorban betűkkel és számokkal jelölve szerepel a dallam:

A dallam

Mai kottával ez körülbelül így nézne ki:

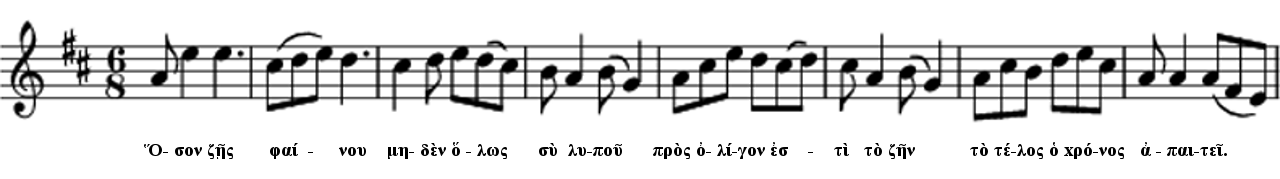
A dallam kottája

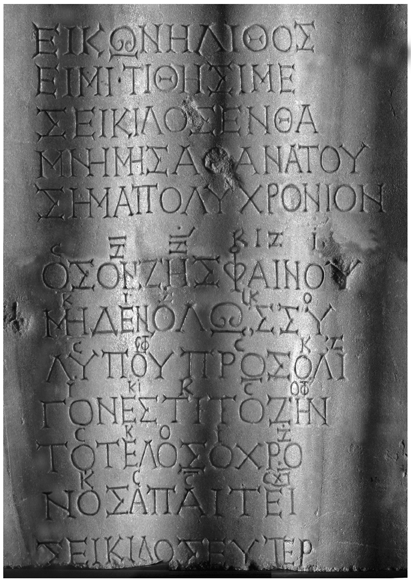
A felirat részlete

| – A dallam MIDI-formátumban |
|                             |

## A szöveg
A szöveg (politónikus görög írással; az eredeti csupa nagybetűs) transzliterációval és fordítással:
| Görög eredeti | Magyar fordítás                                                                              |
| --- | -------------------------------------------------------------------------------------------- |
| Ὅσον ζῇς, φαίνου, Hoson zēs, phainou, μηδὲν ὅλως σὺ λυποῦ· mēden holōs sy lypou; πρὸς ὀλίγον ἐστὶ τὸ ζῆν, pros oligon esti to zēn, τὸ τέλος ὁ xρόνος ἀπαιτεῖ. to telos ho chronos apaitei. | Amíg élsz, ragyogj, ne bánkódj semmin, az élet csak rövid ideig tart, az idő véget vet neki. |

## Ajánlás
A sírkő utolsó két sora (a szögletes zárójelben egy lehetséges rekonstrukciója szerepel a kitört résznek, ami lacuna vagy egy név rövidítése)) Σείκιλος Εὐτέρ[πῃ],  Seikilos Euter[pei], azaz „Szeikilosz Euterpének”. Ez alapján a sírkövet Szeikilosz egy bizonyos Euterpének emelte, aki talán a felesége volt. Egy másik lehetséges rekonstrukció Σείκιλος Εὐτέρ[που], Seikilos Euter[pou], azaz „Euterposz fia Szeikilosz”.

## A sírkő

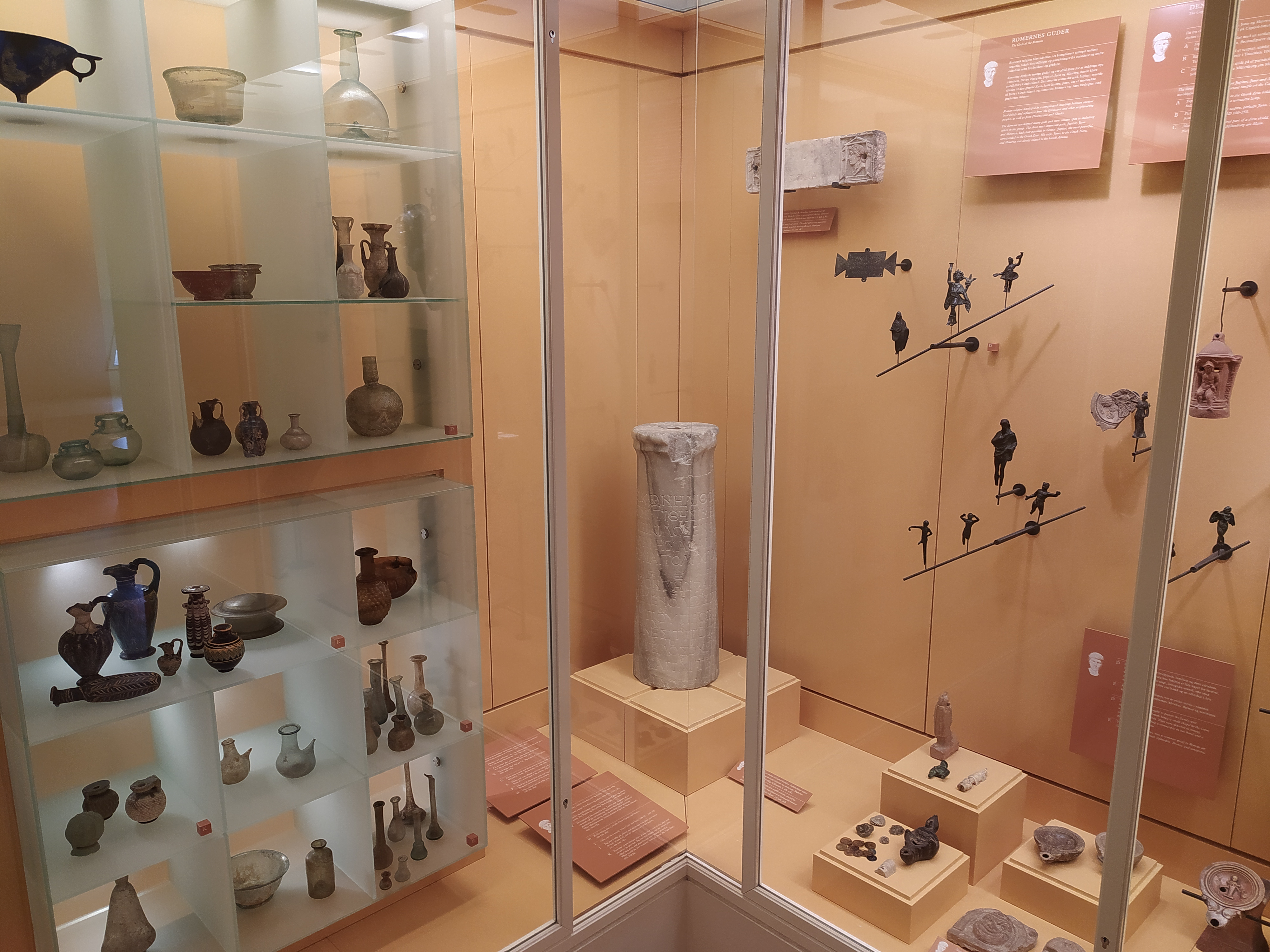
A sírkő a dán Nemzeti Múzeumban

A sírkövet 1883-ban találta Sir W. M. Ramsay az Aydın melletti Tralleiszben. Egy forrás szerint a sztélé ezután elveszett és Szmirnában találták meg ismét, 1922-ben, a görög-török háború vége felé. Megint másik forrás szerint a sztélé, melyet először az aydıni vasútvonal építésekor fedeztek fel, az építőcég igazgatója, Edward Purser tulajdonába került, és Ramsay itt találta meg, majd közölte. A sztélé ekkor már „aljánál sérült volt, alapját lefűrészelték, hogy Mrs. Purser ezen tarthassa a virágait”, emiatt a szöveg egy sora elveszett. Ezután Edward Purser veje, Mr. Young birtokába került, majd a görögök legyőzéséig a holland konzulnál maradt, aki a háború alatt vigyázott rá. Később a konzul veje Konstantinápolyon és Stockholmon át Hágába vitte, és itt is maradt 1966-ig, amikor a koppenhágai Dán Nemzeti Múzeum (Nationalmuseet) megszerezte; jelenleg is ennek a múzeumnak a gyűjteményében látható.

## Régebbi zeneművek
Zenei notáció korábban is létezett már; az ékírásos hurri dalok töredékei i. e. 2000 körüliek. Egyes tudósok szerint a kínai Tang-dinasztia idején (618–907) lejegyzett dalok régebbiek ennél és a korábbi görög daltöredékeknél, ez azon a feltételezésen alapszik, hogy mivel a kínai zene szertartásos jellegű, és a szertartások, melyeken ezek a zeneművek elhangzottak, talán már i. e. 1000 körül is léteztek, magukat a dalokat is már ugyanabban a formában adták elő ekkor is, ahogyan a 7. században lejegyezték. Még ha fel is tételezzük azonban, hogy a császári udvar zenészei több mint tizenhat évszázadon át változatlan formában őrizték meg ezeket a dalokat, tárgyi bizonyíték nincs ezeknek vagy bármelyik más kínai zeneműnek a Tang dinasztia koránál régebbi keletkezésére. Így Szeikilosz sírverse a legkorábbi teljes bizonyossággal datálható zenemű.